# کارن مناتساکانیان
کارن مناتساکانیان (ارمنی: Կարեն Մնացականյան؛ زادهٔ ۳ مارس ۱۹۷۷ در ایروان) یک کشتی‌گیر اهل ارمنستان است که مسابقات قهرمانی کشتی جهان و مسابقات قهرمانی کشتی اروپا در مجموع برندهٔ ۲ مدال طلا، ۱ مدال نقره، ۱ مدال برنز شده‌است.